# خشايارشا الأول

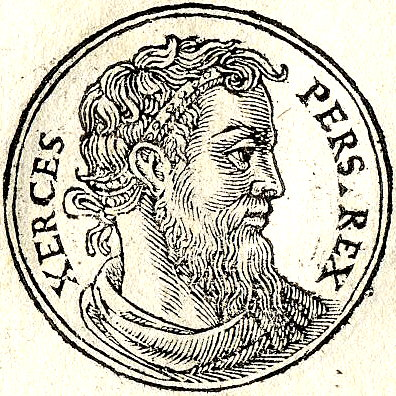
Xerces Pers.Rex تعنى "زرکسيز [خشايارشا]، ملك فارسي"

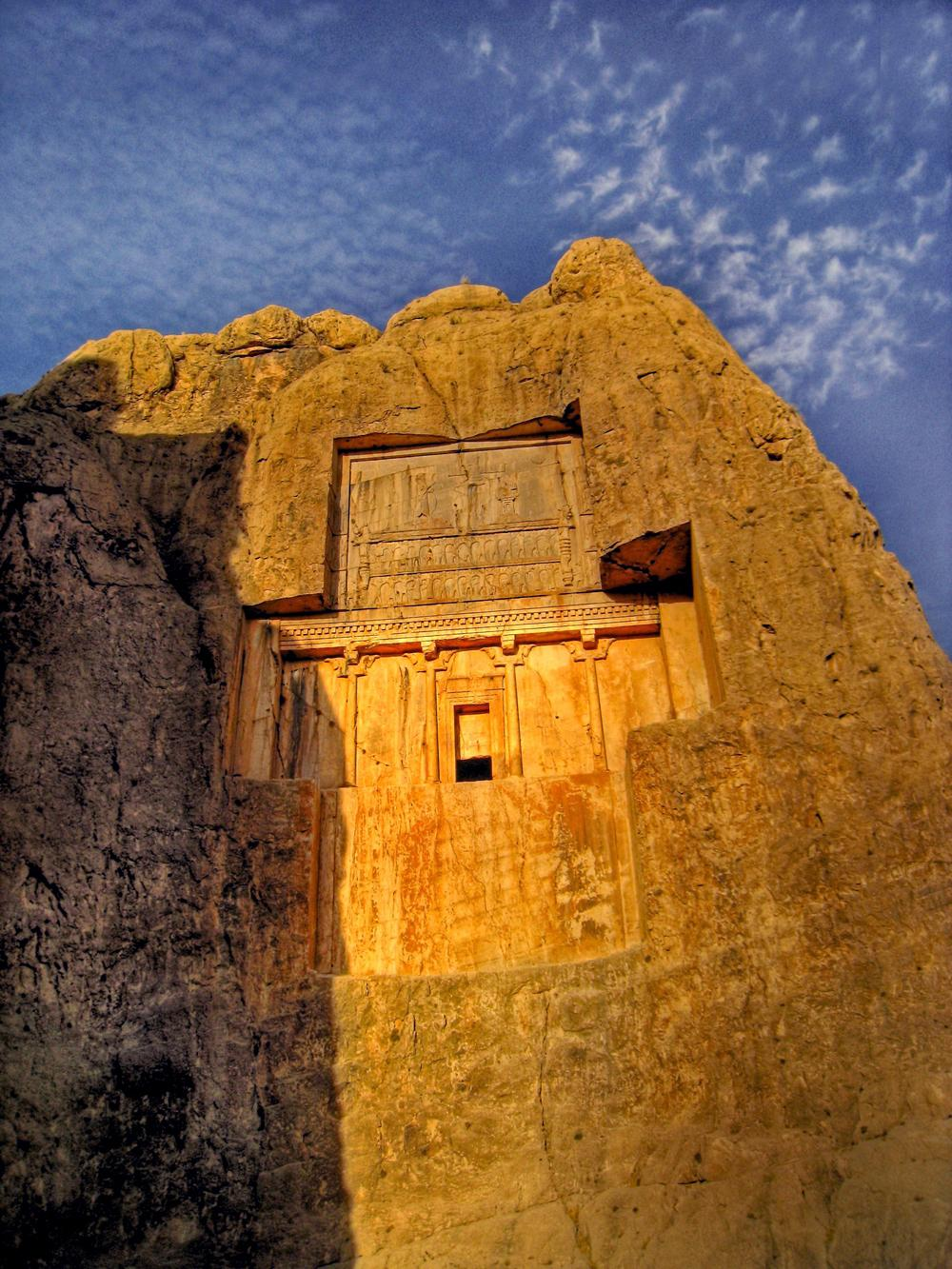
قبره في نقش رستم

خشایار الأول أو خشایارشا الأول أو أحشويروش الأول (بالفارسية: خشایارشا) (ولد 518 ق.م - توفي 465 ق.م)هو ملك فارس الذي ملك في سنة 485 ق.م - 465 ق.م .
رغم أن كان أصغر إخوتهِ فقد أختيرَ خلفاً لأبيه داريوش الأول الذي حكم سنة 485 حتى 465 قبل الميلاد رابع ملوك الأخمينيين ببلاد فارس. سعى لغزو وقمع دويلات اليونان ففشل بعد أن خسر جيشه خسارة منكرة في العدد وتأخر في التحرك رغم فوزه في النهاية في معركة ترموبيل.يظن أن قبره موجود بالصلیب الفارسي بنقش رستم.

-لم ينثني خشایارشا الأول، إبن داريوس الأول عن مواصلة غزو اليونانيين الذين كان يعتبرهم خارجين على دولتهْ، وفي عام 483 ق.م جهز جيشاً عظيماً لغزو وتأديب أثينة ، وكان عليه من أجل الوصول إلى البر الأوروبي لليونان ، أن يبني جسراً ضخماً على مضيق هيليسبونت وقوام الجسر السفن التي ربطت بعضها ببعض في صف طويل فأجتازَ بجنودهِ لتراقية ومقدونية ، فلقي اليونانيين من إسبرطة بقيادة الملك ليونيدَس الإسبرطي في ثرموبايل فقهرهم بعد أن لقي منهم صبراً وجلادة، ولكن أساطيلةُ العظيمة كادت أن تدمر عن بكرة أبيها في معركة سلاميس سنة 480 قبل الميلاد.
فرجعَ خشایارشا الأول إلى فارس وجعل الجيش تحت إمرة ماردونيوس الذي هُزم في السنة التالية سنة 479 قبل الميلاد، وقُتل في بلاتايا ، فلم يعد خشایارشا الأول يكن إهتماماً بالحرب، وأنصرف إلى اللهو والعبث، مهملاً شؤون ملكهْ، وأنتهى به الأمر أن قُتلْ على يد أحد حراسه وهو أردوان) .